# Танцырей
Танцырей — село в Борисоглебском районе Воронежской области.

## География
Танцырей располагается на берегу озера Прорва в пойме р. Хопёр, растянувшись более чем 5 км. На левом берегу пойменный луг, ерики. За лугом находится смешанный лес.

### Улицы
| - ул. Буденного, - ул. В. Кильдюшкина, - ул. Делегатская, - ул. Кавказская, - ул. Колхозоградская, - ул. Красная Заря, - ул. Ленинградская, - ул. Ленинская, - ул. Московская, | - ул. Набережная, - ул. Народная, - ул. Октябрьская, - ул. Первомайская, - ул. Проезжая, - ул. Свободы, - ул. Степана Разина, - ул. Юбилейная. |

### Природные объекты

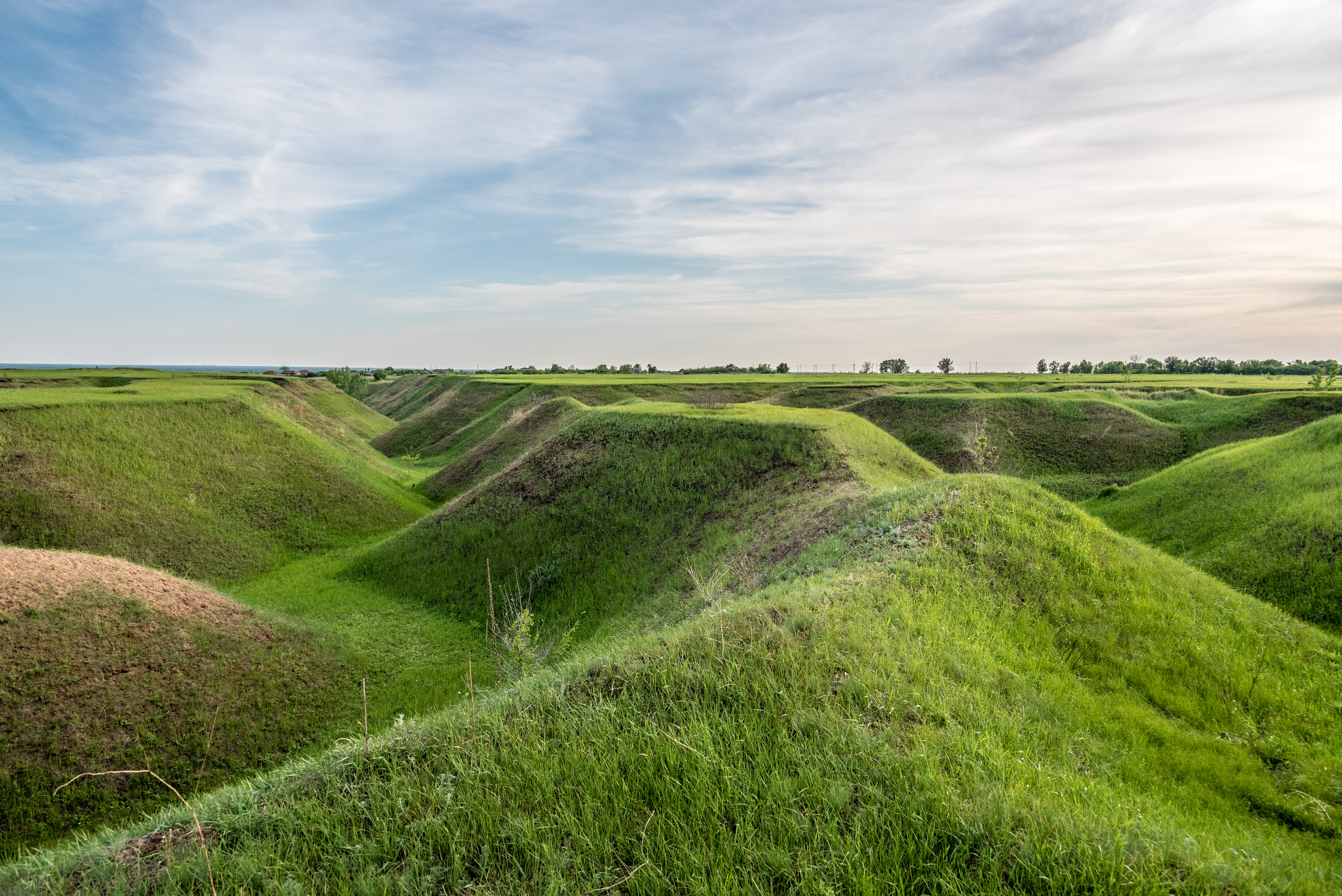
Обнажение пород рядом с селом Танцырей

Рядом с селом находятся нерасчлененный комплекс субаэральных образований верхнего неоплейстоцена.

## Население
| 1859 | 1897  | 2010  |
| ---- | ----- | ----- |
| 4784 | ↗6595 | ↘1232 |

## История
Основано село в 1700 году. Село было названо по речке Танцырейке. Гидроним может быть объяснен от иранского dan, don — «река» (сравните Танаис).
В переводе с тюркского Танцырей означает «вид на север». Село со всех сторон кроме западной окружено лесом.
Существует легенда о происхождении названия села. Во время заготовки леса для царского флота, для Петра I танцевала цыганка Рея.
Прихоперье стало заселяться в XVIII веке. Эти края были для Руси дальним пограничьем. Они постоянно подвергались набегам татар. Это заставило укрепить восточные рубежи Воронежской губернии. На месте русского сторожевого поста в 1698 году начал строиться как крепость город Борисоглебск. Почти одновременно рядом с ним в 1700 году возникла деревня Танцырей.
К 1741 году была построена церковь и деревня стала селом. В 1804 году в Танцыреях насчитывалось 173 двора, мужских 658, женских 671 душ. В «Памятной книжке Воронежской губернии за 1887 год значилось: в селе Танцырей проживало 5519 человек». А по «Памятной книге» за 1990 год в селе было 5682 жителя.

## Инфраструктура
Основным занятием населения было скотоводство, земледелие и пчеловодство.
Сейчас Танцырей частично асфальтированное село с природным газом и центральным водопроводом.

## Известные уроженцы
Михаил Дмитриевич Мальцев (1914-1999) - советский учёный, специалист в области теории, расчёта и конструирования оптико-фотографических систем.